# Noordelijke Dijkema's polder
De Noordelijke Dijkema's polder is een voormalig waterschap in de provincie Groningen.
De polder lag pal ten zuiden van de molen de Meervogel aan de Meedenweg van Garrelsweer. Tegenwoordig maakt het gebied deel uit van de het natuurgebied Hoeksmeer.
De polder had een molentje dat uitsloeg op het Katerhalstermaar (door Geertsema de Katerhals genoemd) die aan de zuidkant van het schap stond. Dit maar was de hoofdader van de Noorder Hoeksmeersterpolder. De Noordelijke Dijkema's polder was dus feitelijk een onderbemaling (een bemaling binnen een bemalen gebied). De polder had slechts één ingeland. Wie dat was meldt De zeeweringen, waterschappen en polders in de provincie Groningen van C.C. Geertsema niet, maar dat het dezelfde persoon zal zijn als de ingeland van de Dijkema's polder, die aan de overzijde van de Katerhals lag, is zeer waarschijnlijk. 
Waterstaatkundig gezien ligt het gebied sinds 2000 binnen dat van het waterschap Noorderzijlvest.